# Wojewódzki Urząd Bezpieczeństwa Publicznego w Szczecinie

Województwo szczecińskie w latach 1950–1975

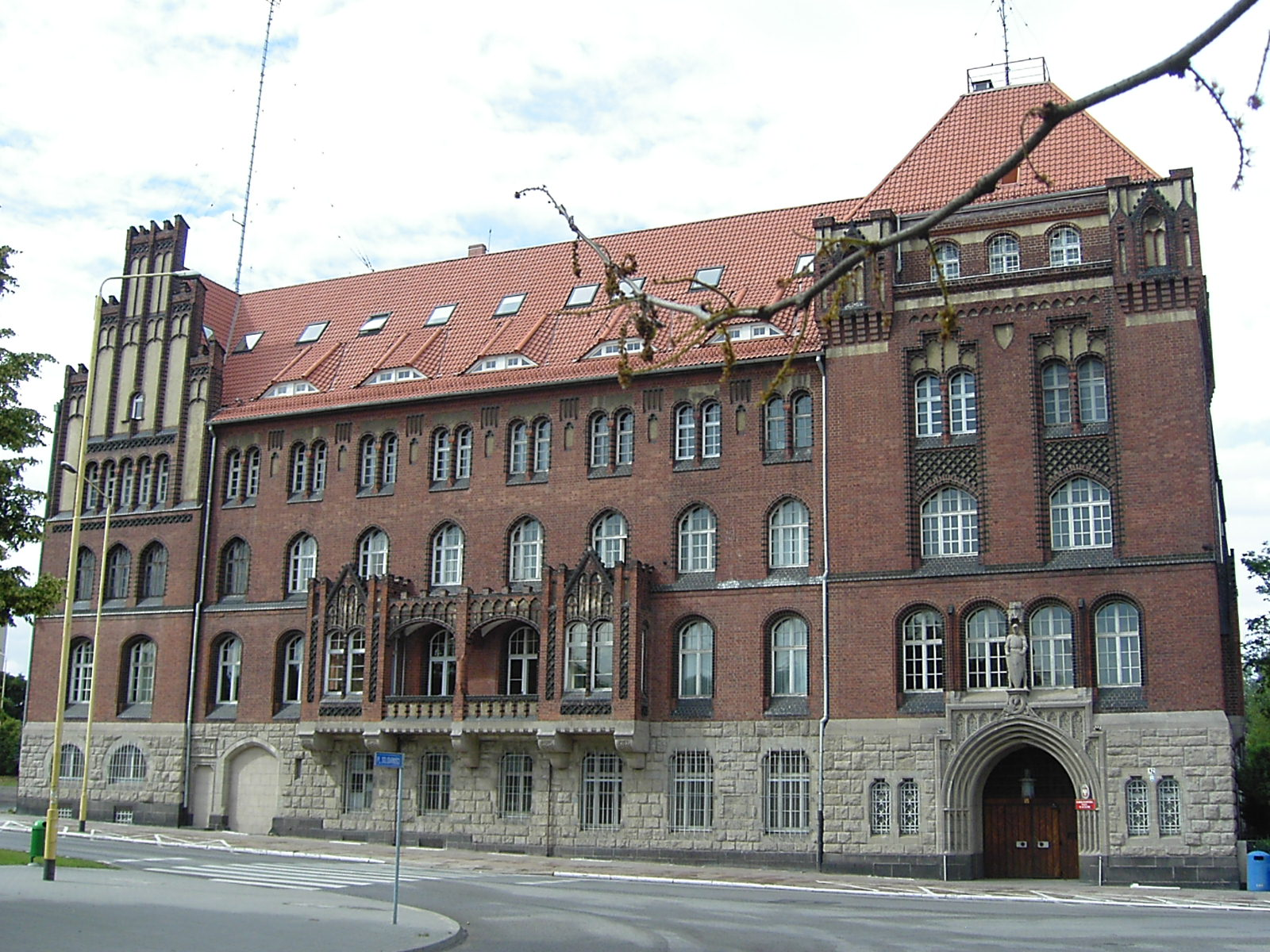
W tym budynku znajdował się WUBP w Szczecinie (ul. Małopolska 22)

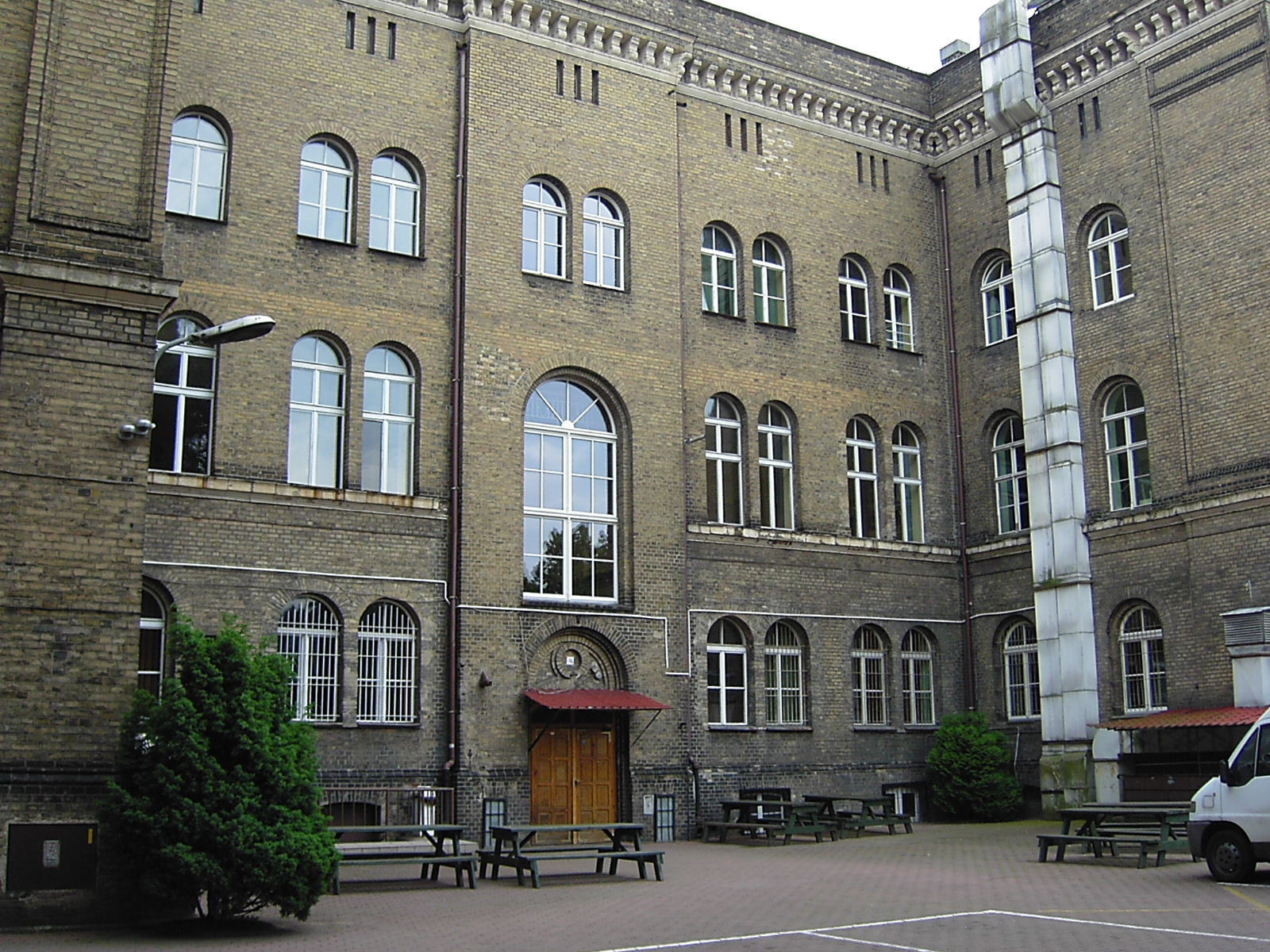
W tym budynku znajdował się MUBP w Szczecinie (ob. Zespół Szkół nr 8 przy ul. 3 Maja 1a)

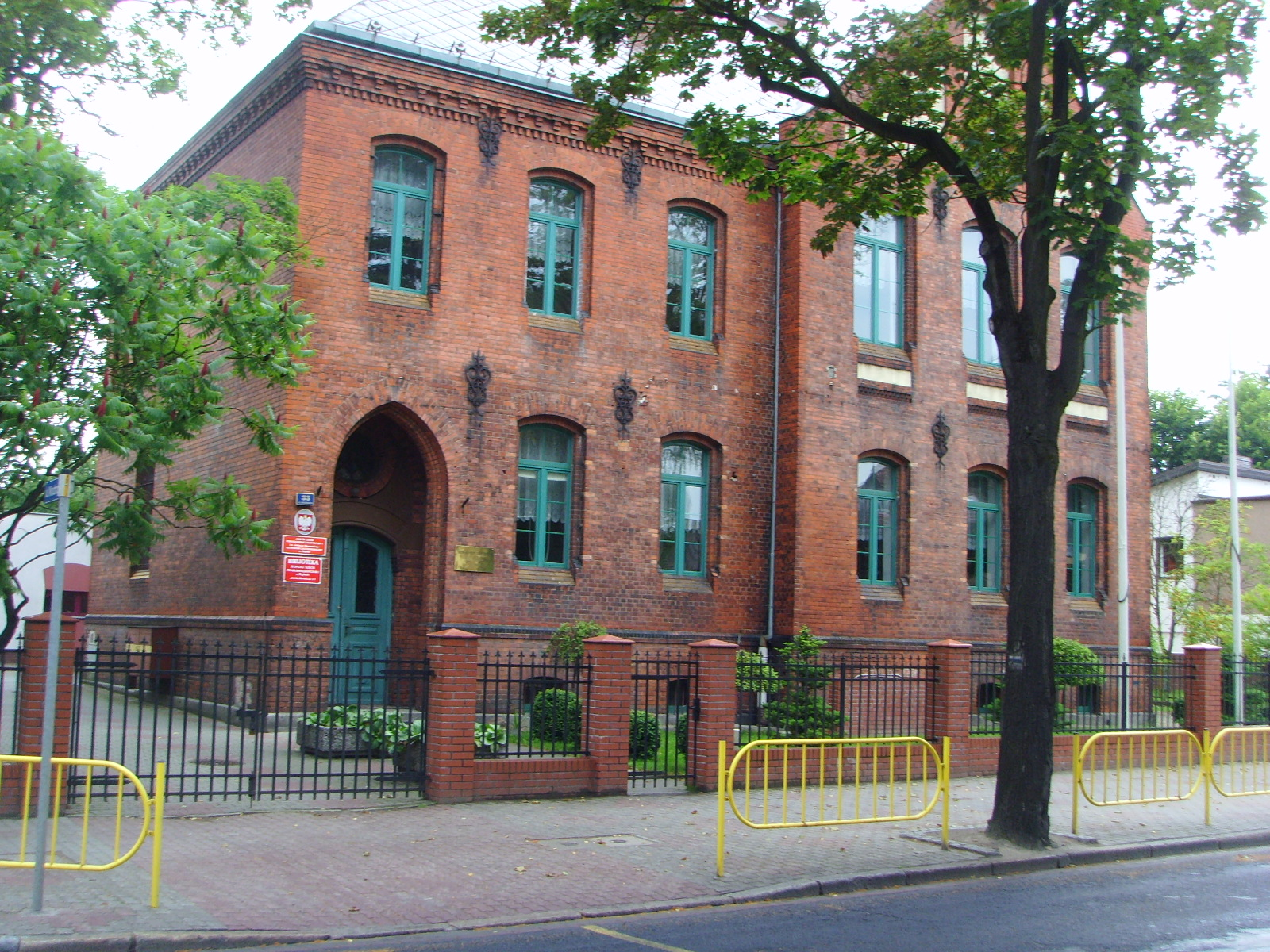
W tym budynku znajdował się PUBP w Dębnie

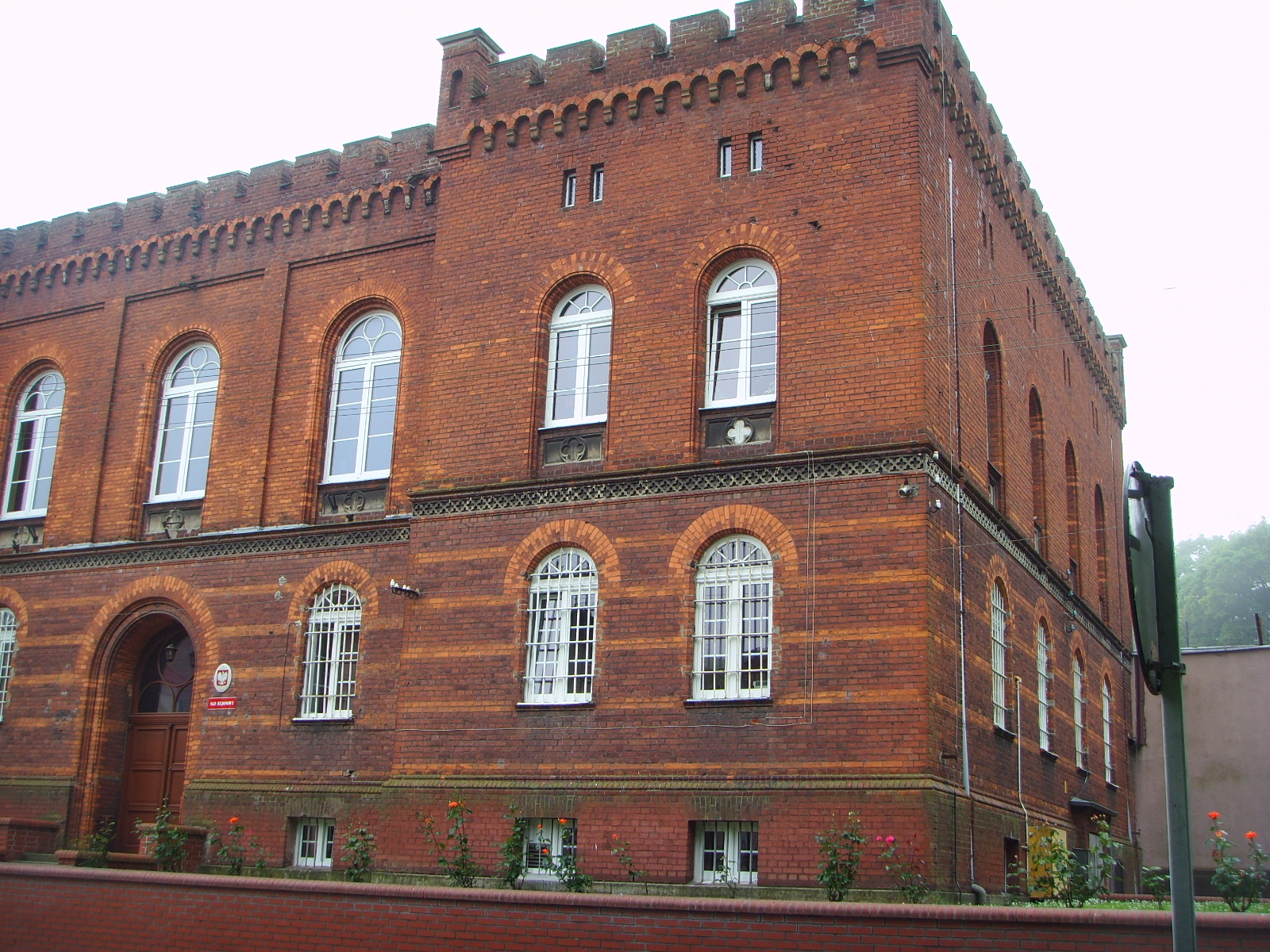
W tym budynku znajdował się PUBP w Kamieniu Pomorskim (ob. Sąd Rejonowy)

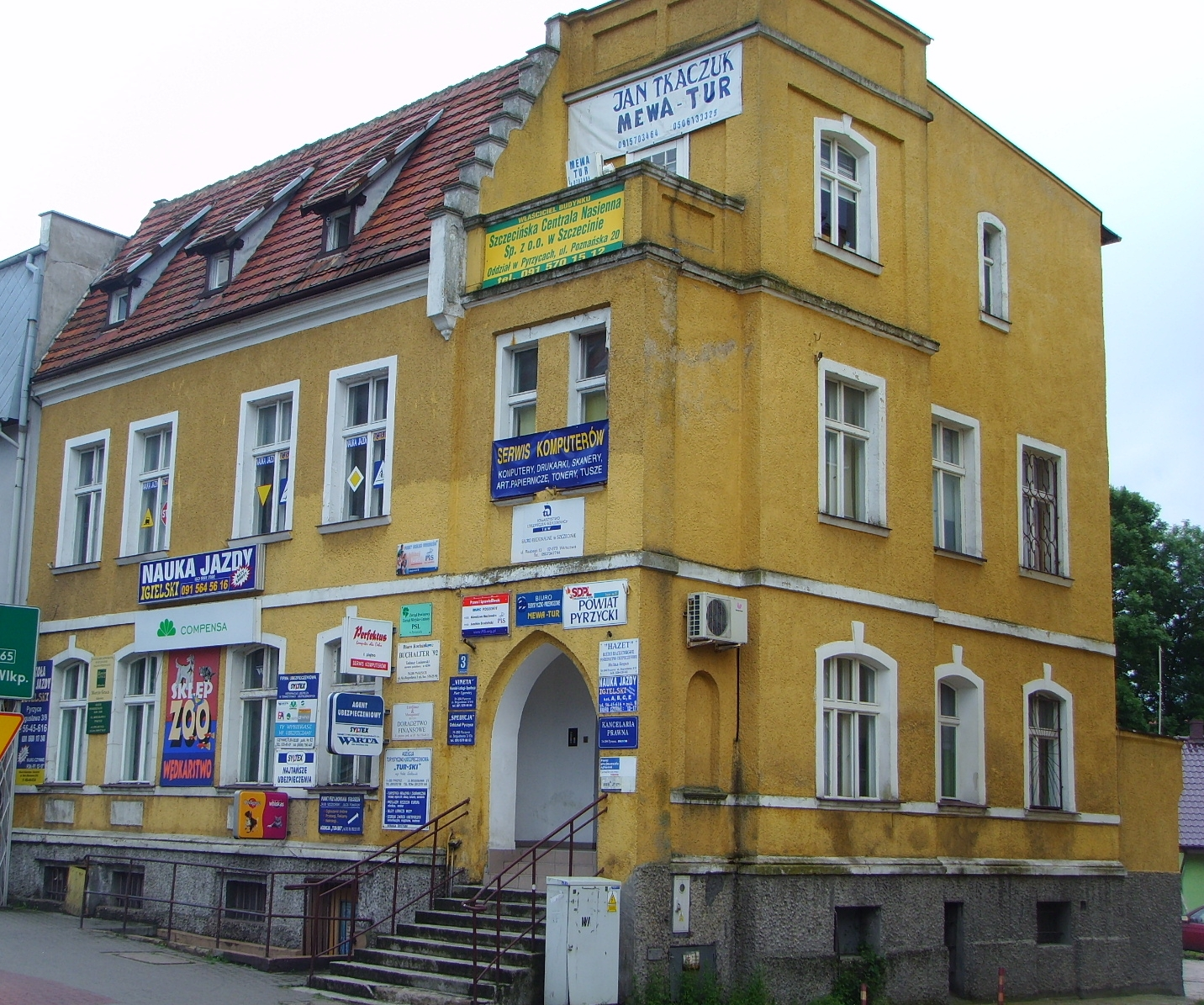
W tym budynku znajdował się PUBP w Pyrzycach

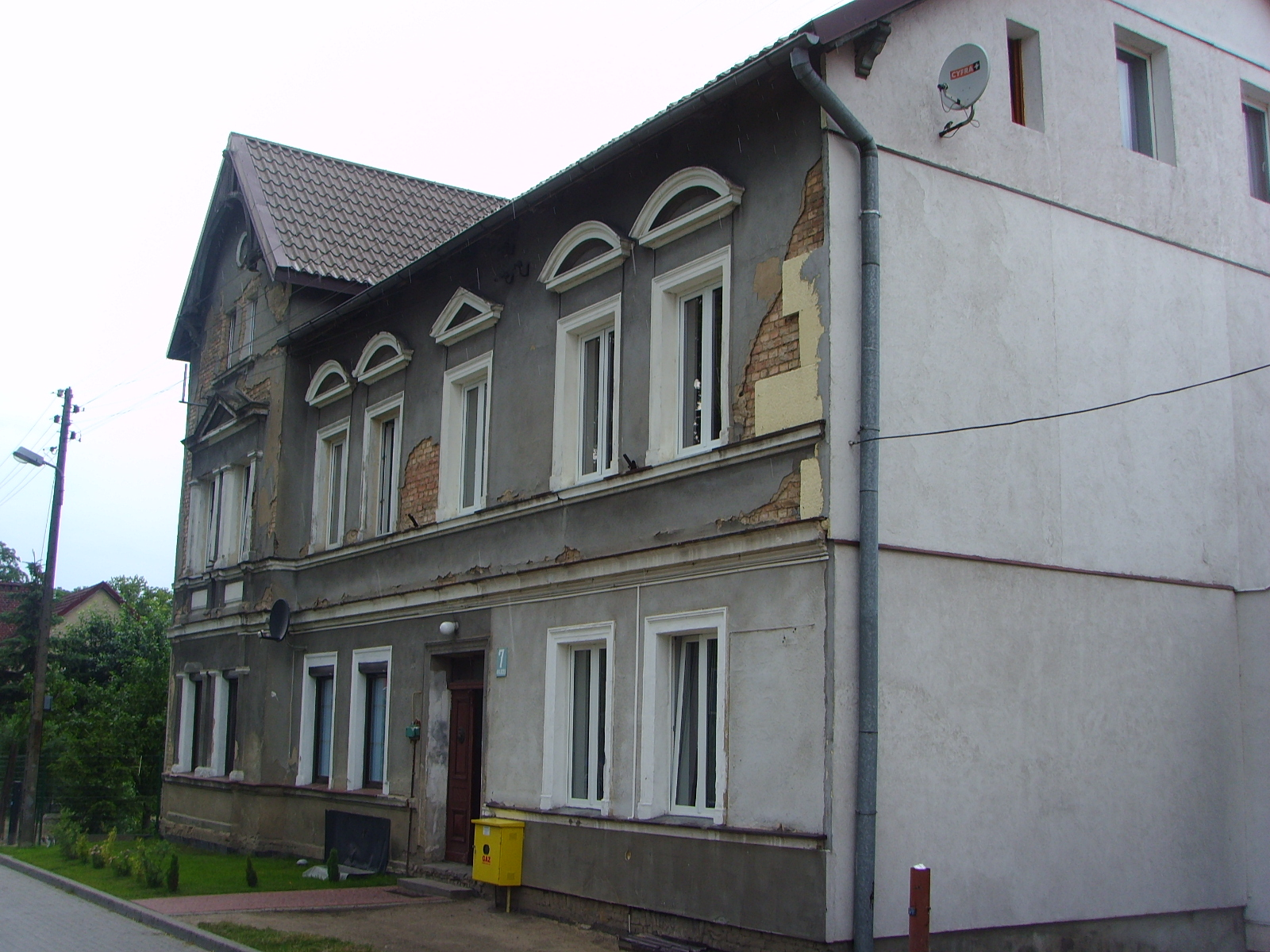
W tym budynku znajdował się PUBP w Lipianach

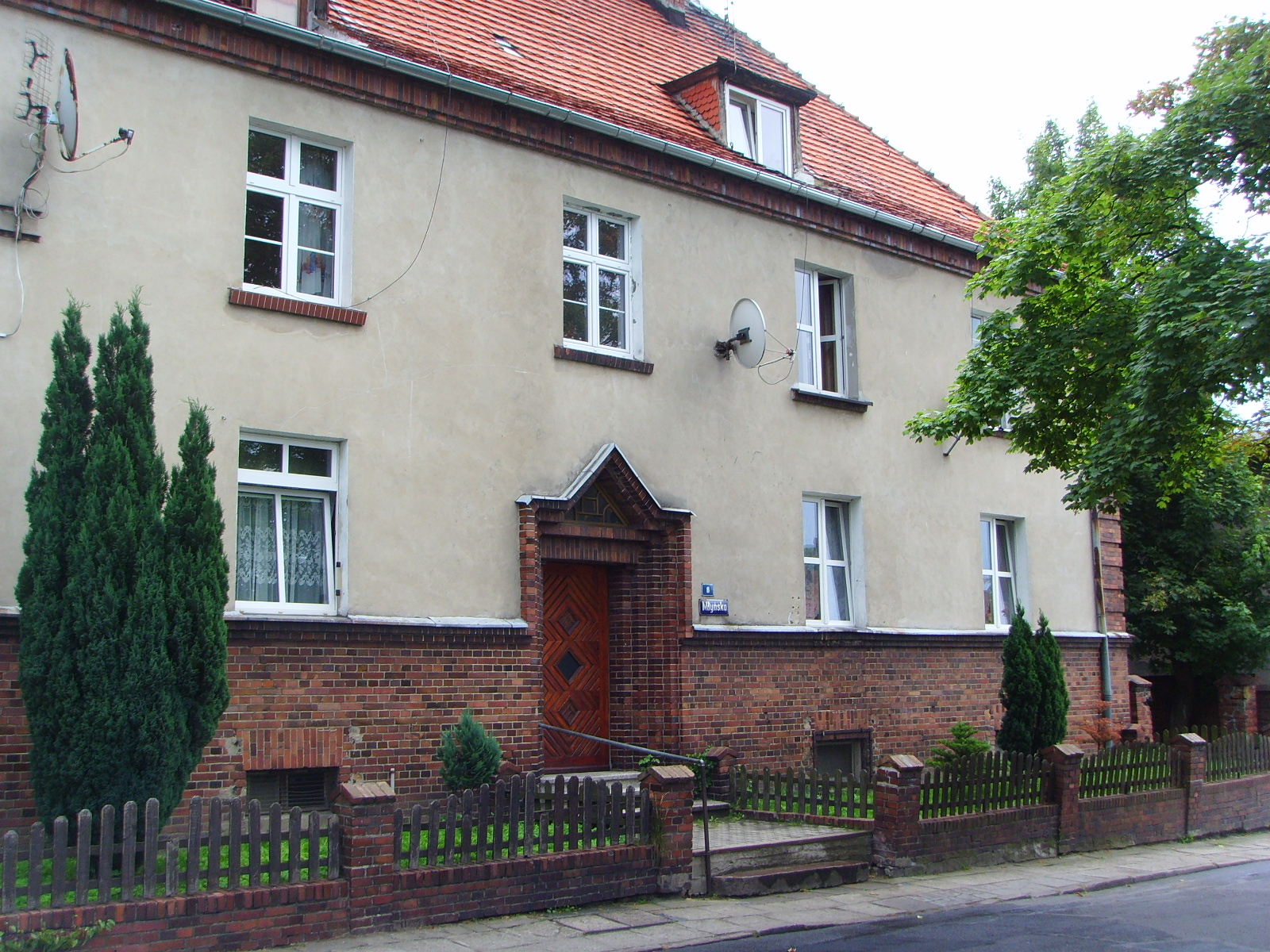
W tym budynku znajdował się PUBP w Myśliborzu

Wojewódzki Urząd Bezpieczeństwa Państwowego w Szczecinie (WUBP Szczecin) – jednostka terenowa Ministerstwa Bezpieczeństwa Publicznego, funkcjonująca na terenie województwa szczecińskiego w latach 1946–1954 (od powołania samego województwa do czasu zlikwidowania Ministerstwa Bezpieczeństwa Publicznego).
Jego siedziba mieściła się w budynku przy ul. Małopolskiej 22 (obecnie znajduje się tam Komenda Wojewódzka Policji), zaś areszt śledczy - przy ul. Kaszubskiej 28.

## Szefowie WUBP
- kpt. Jerzy Kilanowicz
- kpt. Longin Kołarz – 1945-1947
- kpt. Eliasz Koton
- ppłk Józef Mrozek
- mjr Jan Olkowski
- mjr Daniel Piękniewski
- płk Eliasz Koton

## Struktura organizacyjna
W pierwszym okresie funkcjonowania struktura urzędu przedstawiała się  następująco: 
- Komendantura (nadzór nad aresztem śledczym oraz bezpieczeństwo zewnętrzne)
- Wydział I (kontrwywiad)
- Wydział II (ewidencja - łączność)
- Wydział III (gospodarczo-finansowo-sanitarny)
- Wydział do Walki z Bandytyzmem i Dywersją
- Wydział Więzień i Obozów
- Wydział Personalny

We wrześniu 1945 utworzono nowe wydziały:
- Wydział IV (ekonomiczny)
- Wydział V (społeczno-polityczny)

Na początku 1946 na bazie Wydziału do Walki z Bandytyzmem utworzono 
- Wydział III(walka z podziemiem)

W kolejnym okresie utworzono tzw. piony funkcyjne:
- Pion I – Kierownictwo
  - Sekretariat Ogólny /Wydział Ogólno-Administracyjny (kancelaria)
  - Inspektorat Kontroli
- Pion II - Operacyjno-Śledczy
  - Wydział I (kontrwywiad)
  - Wydział III (podziemie)
  - Wydział IV (ochrona gospodarki)
  - Wydział V (kontrola organizacji politycznych, społecznych i kościoła)
  - Wydział VIII (komunikacja)
  - Wydział VIII „A” (żegluga)
  - Wydział IX (przemysł)
- Pion III - Logistyczno-Szkoleniowy
  - Wydział II (ewidencja i technika operacyjna)
  - Wydział Personalny /Kadr Szkolenia,
  - Wydział „A” (obserwacja zewnętrzna)
  - Wydział „W” (perlustracja korespondencji)
  - Wydział Łączności
  - Wydział Finansowy
  - Wydział Zdrowia
  - Wydział Gospodarczy i Konsumów
  - Wydział Komunikacji (transport)
  - Samodzielne sekcje: mobilizacyjna, kultury fizycznej, kulturalno-oświatowa
  - Służby pomocnicze: kwatermistrzowska, kwaterunkowo-budowlana, żywnościowa, socjalna
- Pion IV - Więziennictwo
  - Wydział Śledczy/Wydział VIII (śledczy)
  - Wydział Więzień i Obozów (więzienia karne i obozy pracy)

Ponadto w różnym czasie istniały też wydziały:
- Wydział VI (walka z kościołem katolickim i innymi związkami wyznaniowymi)
- Wydział X (kontrola PZPR)

W 1945 w WUBP w Szczecinie pracowało 270 funkcjonariuszy, a w latach 1954–1956 od 800 do 900 osób.

## Jednostki podległe
- PUBP w Białogardzie – ul. Staromiejska 35
- PUBP w Chojnie z siedzibą w Dębnie – ul. Mickiewicza 33

Kierownicy (szefowie):
ppor. Dominiak Bronisław p.o. 7.05.1945 – 28.02.1946
kpt. Bloch Franciszek (Bogdan) p.o. 1.03.1946 – 30.09.1947
kpt. Złotogórski Wacław 28.09.1948 – 30.07.1949
ppor./por. Babiński 1.07.1949 – 31.01.1951
chor./kpt. Koziar 1.02.1951 – 16.11.1954
kpt. Żdanko Józef 6.04.1955 – 31.12.1956
- PUBP w Choszcznie

Kierownicy (szefowie):
Dobrowolski Jerzy 20.04.1945-
ppor. Żuk Antoni p.o. 1.02.1946 – 4.09.1946
ppor. Chrapkowski Stefan p.o. 08.1947 – 30.09.1950
chor./ppor. Węglarski Stefan 1.10.1950 – 31.08.1952
por. Andrzejewski Stanisław 1.09.1952 – 30.06.1956
ppor. Chrost Bolesław 1.07.1956 –
- PUBP w Drawsku Pomorskim – ul. Obrońców Westerplatte 9

- PUBP w Goleniowie – ul. Grenadierów 66

Kierownicy (szefowie):
kpt. Kosela Stanisław
- PUBP w Głębokim (Szczecinie)

- PUBP w Gryficach

Kierownicy (szefowie):
Lewandowski Jakub – p.o. – 2.09.1946
ppor. Żuk Anatol – p.o. 5.09.1946 – 30.04.1947
chor./ ppor. Szadkowski – p.o. 1.05.1947 – 31.12.1947
por. Małkiewicz Kazimierz 1.03.1948 – 18.04.1950
ppor. Muszyński Tadeusz 1.01.1951 – 6.05.1951
por. Domagała Tadeusz 10.05.1951 – 9.09.1952
ppor./por. Wiechnik Jan 15.09.1952 – 14.01.1953
chor./por. Borzyszkowski Ludwik 15.02.1953 – 31.12.1956
- PUBP w Gryfinie

Kierownicy (szefowie):
ppor. Żurek Władysław p.o. 1.02.1946 – 31.07.1947
chor. Szymonik Wacław p.o. 1.08.1947 – 9.12.1947
chor./ppor. Godlewski Bronisław p.o. 10.12.1947 – 08.1949
chor./ppor. Jakowiec Jan 1.04.1950 – 31.01.1951
por./kpt. Babiński Stanisław 1.02.1951 – 14.01.1953
ppor./por. Husakowski Wacław 15.01.1953 – 31.08.1954
por. Kulpa Józef  1.04.1955 – 30.06.1956
kpt. Andrzejewski Stanisław 1.07.1956 – 31.12.1956
- PUBP w Kamieniu Pomorskim -

Kierownicy (szefowie):
ppor. Józefiak Władysław
Mikołajczyk Marian
plut. Wąsoski Ryszard
Dawidowicz Antoni
kpt. Zając Wacław
kpt. Tabor Kazimierz
por. Nowak Józef
por. Krakowski Zygmunt
por. Kowalczyk Mieczysław
chor. Banach Edward
chor. Żukowski Michał
por. Kowalczyk Ryszard
- PUBP w Kołobrzegu – ul. Armii Krajowej 13
- PUBP w Koszalinie – ul. Słowackiego 11, areszty przy ul. Młyńskiej 41

- PUBP w Pyrzycach; do 1955 w Lipianach – ul. Okrzei 7

Kierownicy (szefowie):
Kuleszewicz (Kulesiewicz) Stanisław
Krakowski Zygmunt
ppor. Żurek Władysław
ppor. Kasperski Kazimierz
ppor. Kaczorowski Antoni
ppor. Grafowski Władysław
por. Nowiński Roman
- PUBP w Myśliborzu

Kierownicy (szefowie):
Manes Henryk
por. Gliński Zygmunt
por. Wiśniewski Stanisław
por. Szyćko Feliks
ppor. Kaczorowski Antoni
por. Dankowski Jerzy
por. Antkiewicz Bazyli
- PUBP w Nowogardzie – ul. Zamkowa 7

Kierownicy (szefowie):
por. Roszkowski Eugeniusz
por. Rawicki Stanisław
mjr Korski (Gransztoft) Julian
por. Bużański Kazimierz
por. Sokołowski Jan
kpt. Ciesielski Józef
kpt. Adamski Stanisław
chor. Gładki Czesław
ppor. Żukowski Michał
por. Mostowski Wiktor
por. Kulpa Józef
- PUBP w Sławnie – ul. Skłodowskiej-Curie 1
- PUBP w Stargardzie Szczecińskim – ul. Czarnieckiego 30

- MUBP w Szczecinie – ul. 3 Maja 1a

Kierownicy (szefowie):
mjr Kilianowicz Jerzy
por. Dąbrowski Tadeusz
chor. Zaręba Mieczysław – do 31.07.1948
- PUBP w Szczecinku – ul. Kościuszki 23
- PUBP w Świnoujściu – ul. Monte Cassino 7
- PUBP w Wałczu – ul. Wolności 1